# Garde côtière de Corée du Sud (1953-2014)

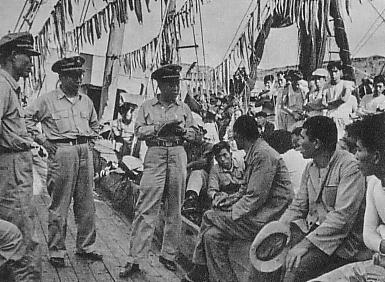
Arrestation de navires japonais par la garde côtière de Corée du Sud en décembre 1953 après la proclamation de la ligne Syngman Rhee.

La garde côtière de Corée du Sud (coréen : 대한민국 해양경찰청; Hanja: 海洋警察廳, romanisation révisée: Haeyang-gyeongchal-cheong, littéralement « Agence de police maritime ») était une sous-agence responsable de la sécurité maritime et du contrôle des côtes de Corée du Sud.
Créée en 1953 juste après la guerre de Corée, elle est active à ses débuts comme bras armé de la Corée contre les revendications territoriales de ces voisins chinois (rocher de Socotra), nord-coréens ou japonais (rochers Liancourt). Elle est officiellement dissoute en 2014 après le scandale provoqué par le naufrage du Sewol, ayant fait près de 300 morts dont une majorité de lycéens et est remplacée par une nouvelle garde côtière.

## Histoire

### Débuts
Au début des années 1950, avec l'approche de la signature d'un traité de paix avec le Japon et son retour à la souveraineté, la Corée du Sud demande aux États-Unis de maintenir en vigueur la ligne MacArthur qui délimite officiellement la zone maritime du Japon. Devant le refus américain de maintenir cette délimitation après la conclusion du traité de San Francisco, le président sud-coréen Syngman Rhee proclame unilatéralement la ligne Syngman Rhee le 18 janvier 1952, trois mois avant l'entrée en vigueur du traité, qui englobe des zones maritimes contestées (comme les rochers Liancourt). Une nouvelle garde côtière est donc créée le 23 décembre 1953 à Busan, en même temps qu'une unité de police maritime, et placée sous la juridiction de l'agence nationale de police. Considérée comme illégale du point de vue internationale, l'imposition de cette ligne provoque jusqu'en 1965, avec la signature d'un accord de pêche nippo-sud-coréen, la capture de 328 navires japonais et l'arrestation de 3 929 Japonais, dont 44 sont tués.
En octobre 1962, de nouvelles bases sont établies à Incheon, Yeosu, Pohang, et Gunsan. En février 1963, l'unité d'aviation de la garde côtière ferme ses portes, mais est finalement recréée dans les années 1980. À partir de 1980, la garde côtière élargit considérablement sa flotte et, en août 1991, l'unité de police est rebaptisée « agence nationale de police maritime de Corée ».

### Dernières années
En 2007, l'agence nationale de police maritime de Corée est intégrée à la garde côtière. Au début du XXIe siècle, la flotte s'agrandit pour inclure divers navires de plus de 3 000 tonnes, et, en janvier 2002, une « unité spéciale de la garde côtière coréenne » est formée officiellement. En mai 2008, l'« Unité de maintenance de recherche et de sauvetage » est formée et, fin 2008, diverses sous-agences sont modifiées lors d'une recomposition de l'infrastructure. Avant sa dissolution, la garde côtière coréenne avait l'intention d'acquérir plus de navires de plus de 5 000 tonnes d'ici 2015 et d'étendre considérablement sa force de guerre asymétrique en encourageant la participation d'autres branches de la police.